# مارلين هال
مارلين هال (بالإنجليزية: Marilyn Hall)‏ هي كاتبة سيناريو كندية، ولدت في 17 مايو 1927 في وينيبيغ في كندا، وتوفيت في 5 يونيو 2017 في كاليفورنيا في الولايات المتحدة.

## وصلات خارجية
- مارلين هال على موقع IMDb (الإنجليزية)